# 220 T Nord 2.311 à 2.380
Les 220 T Nord 2.311 à 2.380 sont des locomotives tender de type 220T de la Compagnie des chemins de fer du Nord utilisées pour les trains de banlieue. Elles portaient le surnom de "Ravachol" du fait de la mise en service de la série lors de l'arrestation de ce dernier en avril 1892.

## Histoire
Ces machines sont mises en service en 1892 pour assurer des trains tramways sur les lignes du Nord et du Nord-Belge. Elles sont immatriculées 2.311 à 2.380.
Au premier janvier 1938 elles forment à la SNCF la série 220 TA  1 à 19.

## Construction
Ces locomotives sont construites par les firmes suivantes :
- 2311-2320 livrées par la SACM en 1891[3],
- 2321-2340 livrées par la SACM en 1893,
- 2341-2345 livrées par la Société Franco-Belge en 1893,
- 2346-2360 livrées par la Fives-Lille en 1893[4],
- 2361-2380 livrées par la Schneider en 1893[5],

## Caractéristiques
Surface de grille: 1,57 m2
Surface de chauffe: 85 m2
Timbre: 10 kg
Diamètre des cylindres: 420 mm
Course des pistons: 600 mm
Diam. des roues motrices: 1 664 mm
Diam. des roues du bogie: 900 mm
Écartement des essieux extrêmes: 5 525 mm
Longueur: 9,165 m
Poids à vide: 33,7 t
Effort théorique: 6,360 kg
Effort pratique: 4,134 kg
|  |

## Modélisme
Les 220 TA ont été reproduites à l'échelle HO par la firme anglaise Keyser en 1982 (en kit à monter principalement en métal blanc) et la même année par l'artisan français Locostyl (en kit à monter principalement en laiton).